# المنقذ من الضلال
المنقذ من الضلال والمفصح عن الأحوال، كتاب للإمام أبي حامد الغزالي كتب فيه تجربته الروحية والفكرية مع الفلاسفة والباطنية وأهل الكلام والصوفية.

## نبذة عن الكتاب
إِنَّ هذَا الكتابَ المسمَّى: «المُنْقِذُ مِنَ الضَّلَالِ والمُفْصِحُ عنِ الأَحْوَالِ» هو خلاصةُ تجربةِ العالم المسلم الإمامِ الغزاليّ، وهو خُلاصةُ جهدهِ في طلبِ الحقِّ، ولا سِيَّمَا وقد كتبهُ في سنواتِ عمرِهِ الأخيرة، بعد أن أمضَى سنينَ حياتِهِ في العِلمِ والتَّعلُّمِ، والتَّعلِيمِ والتَّدريسِ، ويُبيِّنُ لنا الإمامُ الغزاليّ في مقدِّمةِ الكتابِ أنَّ سببَ تأليفهِ لهذا الكتاب، هو: أنَّه قد وردَ عليه سؤالٌ يطلبُ فيه السَّائل أن يخبره عن غايةِ العلوم وأسرارها، وغائلةِ المذاهب وأغوَارِهَا، ويحكي له ما قاساهُ الإمامُ في استخلاصِ الحقِّ من بين اختلاف الفِرَقِ الإسلامية، وكيف ارتفع عن التَّقليد إلى الاجتهادِ والبصيرةِ، وما استفادَهُ من علم الكلامِ، وما كرههُ من مذهب التَّعليميَّةِ، وما ازْدَرَاهُ من مذهب الفلسفة، وما ارتضاه من طريق التَّصوُّفِ، وما ظهر له أثناءَ تفتيشِهِ عن أراء هذه المذاهب، ويسألُهُ أيضاً عن سببِ انصرافِهِ عن نشر العلم ببغدادَ مع كثرةِ طلابِهِ، ثُمَّ معاودته للتَّدريس بنيسابور بعد فترةٍ طويلةٍ من الانقطاعِ.
ولما رأى الإمامُ الغزاليُّ صِدْقَ رغبةِ السَّائِلِ أجابَهُ إلى طلبِهِ، وصنَّف له هذا الكتاب في الإجابة على أسئلتِهِ.
فذكرَ له في البداية الجُهد الَّذِي بذلَهُ في سبيلِ تمحيصِ الأفكارِ، وكيفَ كانَ ديدنُهُ التَّعطُّشَ لإدراكِ حقائِقِ الأمورِ، فلمْ يزلْ منذ صباه حتَّى بلوغه العقد الخمسين يخوضُ غمار العُلومِ، ويَدْرُسُ أراءَ كلِّ فرقةٍ، وأسرارَ كلِّ مذهبٍ، حتَّى انحلَّت عنهُ رابطةُ التَّقليدِ، وارتفعَ إلى الاجتهادِ والبَصيرَةِ.
ثُمَّ ذكرَ له ما هو العلم الَّذِي يُورِثُنَا برْدَ اليَقِينِ، والَّذِي ينبغي الاعتمادُ عليهِ والركونُ إليه، ثمَّ ذكرَ له كيف اتَّبع منهجَ الشَّكِّ في علومِهِ، فانتهى به طولُ التَّشكِيكِ إلى أن أصبَحَ على مذهبِ السَّفْسَطَةِ وجحدِ العُلومِ، وبقيَ على ذلك مُدَّة شهرين، ثمَّ هداهُ  اللهُ وشفاهُ من ذلك المرض، وعادتِ العلومُ العقليَّة مقبولةً وموثوقاً بها.
ثمَّ حصرَ أصنافَ الطَّالبين للحقِّ في أربعِ فِرَقٍ: المتكلِّمون، والفلاسفة، والتَّعليميَّة، والصُّوفيَّة، ثمَّ تكلَّمَ عن كلِّ فرقةٍ منهم، فبدأَ بالمتكلِّمينَ، ثمَّ الفلاسفة فذكرَ ما يُذمُّ من الفلسفةِ وما لا يُذمُّ، وما يُكفَّرُ قائله فيها وما لا يُكفَّر، وما يُبدَّعُ فيه وما لا يُبدَّع، ثم بين ما سرقَهُ الفلاسفةُ من كلامِ أهلِ الحقِّ، ومَا مزجُوهُ بكلامِهِم لترويجِ بَاطلهِم، وكيفيَّة استخلاصِ الحقِّ الخالصِ من الزَّيفِ والبهرجِ من جملةِ كلامِهِم، ثُمَّ تحدَّثَ عن أقسامِ علومِهِم وهي ستَّةُ أقسامٍ: رياضيَّةٌ، ومنطقيَّةٌ، وطبيعيَّةٌ، وإلهيَّةٌ، وسياسيَّةٌ، وخُلقيَّةٌ، ثمَّ تكلَّم عن مذهب التَّعليميَّة وغائلتهم، ثُمَّ عن طرقِ الصُّوفيَّة وذكرَ أنَّ طريقَتَهُمْ إِنَّمَا تَتِمُّ بعلمٍ وعملٍ، وأنَّ حَاصِلَ علومِهِمْ قطعُ عقباتِ النَّفسِ، حتَّى يُتَوصَّلُ بهَا إِلى تخلِيَةِ القلبِ عن غيرِ اللهِ وتحلِيَتِهِ بذكرِ اللهِ.
ثُمَّ ذكرَ حقيقةَ النُّبوَّةِ واضطرارَ كافَّةِ الخلقِ إليها، ثم ختمَ الكتابَ بكلامِهِ عن أسبابِ نشرِهِ للعلمِ بعدَ العُزلةِ والخلوةِ قريباً من عشرِ سنينَ، وكيفَ عادَ للتَّدريس ونشرِ العلمِ، ولِكَشْفِ شُبَهِ أهلِ الضَّلالِ، وفي النِّهايَةِ ذكرَ أسبابَ ضعفِ الإيمانِ عندَ الخلقِ، وكيفيَّةَ علاجِهِمْ.

## مخطوطات الكتاب
من المخطوطات المعتمدة في طبعة دار المنهاج بجدة مخطوطة كتبت سنة 509 هـ، وهي من مقتنيات مكتبة شهيد علي التابعة للمكتبة السليمانية بإصطنبول.

## وصلات خارجية
- كتاب المنقذ من الضلال علي موقع أرشيف الإنترنت